# 20. октобар
20. октобар (20.10.) је 293. дан у години по грегоријанском календару (294. у преступној години). До краја године има још 72 дана.

## Догађаји
- 1448 — Угарска војска предвођена Јаношем Хуњадијем је поражена у бици на Косову од турске војске предвођена султаном Муратом II.
- 1572 — Војници шпанског терција су током ноћи прегазили Шелду на њеном ушћу да би прекинули опсаду Гуса у Шпанској Низоземској.
- 1728 — У Копенхагену избио пожар који је уништио већи део града.
- 1803 — Сенат САД је ратификовао куповину Луизијане.
- 1818 — Уједињено Краљевство и САД су потписали споразум из 1818. којим је дефинисана канадско-америчка граница дуж 49. упоредника од Тихог океана до Шумског језера.
- 1827 — У поморској бици код Наварина, током Грчког рата за независност, руски, британски и француски бродови уништили су турску и египатску флоту.
- 1935 — Кинеске револуционарне снаге Мао Цедунга стигле у покрајину Шенси на северозападу Кине и тиме окончале Дуги марш од око 10.000 километара.
- 1935 — Алијанса женских покрета Југославије у више градова организовала зборове захтевајући једнако, опште, тајно, активно и пасивно право гласа за све грађане оба пола.
- 1936 — Зграда Скупштине Југославије у Београду примила прве посланике.
- 1944 — Јединице НОВЈ генерала Пека Дапчевића и Црвене армије генерала Владимира Жданова у Другом светском рату ослободиле Београд, у завршној фази Београдске операције.
- 1949 — Југославија изабрана за несталног члана Савета безбедности Уједињених нација.
- 1961 — Совјетски Савез је извршио пробу прве балистичке ракете лансиране из зароњене подморнице и опремљене бојевом главом лансиравши ракету Р-13.
- 1964 — Основан ВИС Силуете
- 1971 — Канцелар Западне Немачке Вили Брант добио Нобелову награду за мир.
- 1973 — Британска краљица Елизабета II отворила Сиднејску оперу.
- 1984 — Београду пуштена у рад прва телекомуникациона веза по оптичком каблу, Телекомуникациони центар Београд - Коњарник
- 1991 — У земљотресу на индијској страни Хималаја погинуло више од 340 људи, разорено на десетине хиљада кућа.
- 1992 — 
  - Јединице Југословенске народне армије напустиле Дубровачко ратиште, а полуострво Превлака на улазу у Боку которску стављено је под контролу посматрача УН.
  - Код места Витез у Босни почели сукоби Хрватског вијећа обране и АрРБиХ, дотадашњих савезника у рату против Војске Републике Српске.
- 1998 — Скупштина Србије донела Закон о јавном информисању на основу ког су у наредне две године независни медији у Србији кажњени с преко 30 милиона динара, углавном због критичког писања о режиму Слободана Милошевића.
- 1999 — Верски вођа индонежанских муслимана Абдурахман Вахид постао први изабран председник Индонезије.
- 2000 — У Уганди сарадњом локалних и међународних здравствених радника, заустављено ширење епидемије проузроковане смртоносним вирусом ебола, од ког је умрло 47 и заражено више од 75 особа.
- 2001 — На хиљаде демонстраната на улицама француских градова протестовало против државе због зависности од нуклеарне енергије, од које потиче више од три четвртине енергије Француске.
- 2011 — Бивши либијски вођа Моамер ел Гадафи убијен у Сирту, а снаге Прелазног националног савета су преузеле контролу над градом.

## Рођења
- 1554 — Балинт Балаши, мађарски песник. (прем. 1594)[1]
- 1620 — Алберт Кујп, холандски сликар. (прем. 1691)
- 1632 — Кристофер Рен, енглески научник и архитекта. (прем. 1723)[2]
- 1677 — Станислав Лешћински, пољски племић. (прем. 1766)[3]
- 1781 — Јован Дошеновић, српски филозоф, песник и преводилац. (прем. 1813)[4]
- 1843 — Коста Трифковић, српски комедиограф. (прем. 1875)[5]
- 1847 — Фредерик Таулов, норвешки сликар. (прем. 1906)
- 1854 — Артур Рембо, француски песник. (прем. 1891)[6]
- 1859 — Џон Дјуи, амерички филозоф. (прем. 1952)
- 1864 — Бранислав Нушић, српски књижевник, комедиограф, писац романа, драма, прича и есеја, зачетник реторике у Србији и истакнути фотограф аматер. (прем. 1938)
- 1882 — Бела Лугоси, мађарско-амерички глумац. (прем. 1956)
- 1890 — Џели Рол Мортон, амерички пијаниста и композитор. (прем. 1941)
- 1891 — Џејмс Чедвик, енглески физичар, добитник Нобелове награде за физику (1935). (прем. 1974)
- 1919 — Ксенте Богоев, економиста и друштвено-политички радник СФР Југославије и СР Македоније. (прем. 2008)
- 1935 — Џери Орбак, амерички глумац. (прем. 2004)
- 1936 — Сафет Исовић, босанскохерцеговачки певач, један од најпознатијих извођача севдалинки. (прем. 2007)
- 1945 — Зоран Антонијевић, српски фудбалер и фудбалски тренер (прем. 2008)
- 1946 — Елфриде Јелинек, аустријска књижевница, добитница Нобелове награде за књижевност (2004).[7]
- 1946 — Лусин ван Импе, белгијски бициклиста.
- 1946 — Марко Николић, српски глумац. (прем. 2019)
- 1949 — Валериј Борзов, совјетски атлетичар украјинског порекла.
- 1949 — Слободан Жуњић, српски филозоф и историчар филозофије. (прем. 2019)
- 1950 — Том Пети, амерички музичар, музички продуцент и глумац. (прем. 2017)
- 1951 — Клаудио Ранијери, италијански фудбалер и фудбалски тренер.
- 1956 — Дени Бојл, енглески редитељ, сценариста и продуцент.
- 1958 — Иво Погорелић, хрватски пијаниста.
- 1958 — Виго Мортенсен, амерички глумац.
- 1960 — Лепа Брена, српска певачица и естрадна менаџерка.
- 1961 — Драгиша Бинић, српски фудбалер.
- 1961 — Ијан Раш, велшки фудбалер.
- 1963 — Синиша Гогић, српско-грчки фудбалер и фудбалски тренер.
- 1964 — Ненад Ненадовић, српски глумац и ТВ водитељ. (прем. 2021)
- 1966 — Абу Мусаб ел Заркави, јордански терориста. (прем. 2006)
- 1970 — Сандер Боскер, холандски фудбалски голман.
- 1971 — Дени Миног, аустралијска музичарка, плесачица, глумица, модна дизајнерка и ТВ водитељка.
- 1971 — Снуп Дог, амерички хип хоп музичар, музички продуцент и глумац.
- 1971 — Еди Џоунс, амерички кошаркаш.
- 1976 — Видак Братић, српски фудбалер и фудбалски тренер.
- 1979 — Џон Красински, амерички глумац, продуцент, сценариста и редитељ.
- 1979 — Пол О'конел, ирски рагбиста.
- 1980 — Дарко Малетић, босанскохерцеговачки фудбалер.
- 1981 — Димитриос Пападопулос, грчки фудбалер.
- 1982 — Хосе Акасусо, аргентински тенисер.
- 1982 — Ана Михајловски, српска ТВ водитељка.
- 1982 — Лоренс Робертс, амерички кошаркаш.
- 1983 — Мишел Ворм, холандски фудбалски голман.
- 1983 — Ник Кејнер-Медли, америчко-азербејџански кошаркаш.
- 1988 — Кендис Свонепул, јужноафрички модел.
- 1989 — Јанина Викмајер, белгијска тенисерка.
- 1989 — Џес Глин, енглеска музичарка.
- 1990 — Дерек Нидам, америчко-црногорски кошаркаш.
- 1992 — Матија де Шиљо, италијански фудбалер.
- 1997 — Андреј Рубљов, руски тенисер.

## Смрти
- 460 — Атенаида-Евдокија, византијска царица. (рођ. 401)
- 1139 — Хајнрих X, војвода Баварске. (рођ. 1108)
- 1187 — Папа Урбан III.
- 1438 — Јакопо дела Кверча, италијански вајар. (рођ. 1374)
- 1740 — Карло VI, цар Светог римског царства. (рођ. 1685)
- 1890 — Ричард Френсис Бартон, енглески истраживач и путописац. (рођ. 1821)
- 1900 — Наим Фрашери, албански песник. (рођ. 1846)
- 1941 — Марко Орешковић, хрватски комуниста и народни херој. (рођ. 1895)
- 1946 — Кристо Доминковић, српски публициста, новинар, писац. (рођ. 1877)[8]
- 1956 — Лоренс Дејл Бел, амерички авијатичар и индустријалац. (рођ. 1894)
- 1964 — Херберт Хувер, амерички политичар. (рођ. 1874)
- 1976 — Славко Воркапић, српско-амерички режисер. (рођ. 1894).
- 1978 — Светозар Радојчић, српски историчар уметности (рођ. 1909).
- 1984 — Пол Дирак, физичар, добитник Нобелове награде за физику. (рођ. 1902)
- 1984. — Карл Фердинанд Кори, чешки биохемичар и фармаколог. (рођ. 1896)
- 1987 — Андреј Колмогоров, руски математичар. (рођ. 1903)
- 1992 — Коча Поповић, српски политичар и публициста. (рођ. 1908)
- 1993 — Милан Коњовић, српски сликар. (рођ. 1898)
- 1994 — Берт Ланкастер, амерички глумац. (рођ. 1913)
- 2001 — Небојша Поповић, српски кошаркаш и тренер (рођ. 1923)
- 2003 — Миодраг Петровић Чкаља, српски глумац и комичар. (рођ. 1924)
- 2006 — Џејн Вајат, америчка глумица. (рођ. 1910)
- 2011 — Моамер ел Гадафи, либијски официр и вођа. (рођ. 1942).
- 2011. — Мутасим Гадафи, либијски официр, син Муамера ел Гадафија. (рођ. 1974)
- 2011. — Абу Бакр Јунис Џабер, либијски генерал-мајор. (рођ. 1952)
- 2013 — Јованка Броз, жена председника Југославије Јосипа Броза Тита. (рођ. 1924)
- 2013. — Лоренс Клајн, амерички економиста. (рођ. 1920)
- 2016 — Џунко Табеј, јапанска планинарка. (рођ. 1939)[9]

## Празници и дани сећања
- 1944 — Јединице Народноослободилачке војске Југославије под командом генерала Пека Дапчевића и Црвене армије под командом генерала Владимира Ивановича Жданова у Другом светском рату ослободиле Београд.